# BLT STEAK ROPPONGI
BLT STEAK ROPPONGI（ビーエルティーステーキロッポンギ、BLT STEAK 六本木店）は、2014年9月に開店、NYを本拠地とするアメリカンステーキハウスBLT STEAKの日本一号店。
六本木一丁目泉ガーデン5階にオープン。
USDA(アメリカ農務省認定)の格付け最高位のプライムグレードの牛肉のみを使用したステーキとポップオーバー、季節のブラックボードメニューを提供。
2020年7月31日改装を経てリニューアルオープン。

## BLT STEAK について
アメリカ国内外において有名なステーキレストランの一つであるBLT STEAKは、2004年に旗艦店「BLT STEAK NY」をオープン以来BLT STEAK, BLT PRIME、BLT BURGERなど15店舗以上のBLTブランドの他、多彩なブランドレストランを世界各国に展開しており、質の高いサービスと並外れたホスピタリティで、ニューヨークタイムズの2つ星、ニューヨークポスとの3つ星など長期に渡る高い評価を得ている。

### BLT STEAK の料理
クラシックなステーキハウスにビストロの雰囲気を添えたモダンアメリカンステーキハウス BLT STEAK は、 シグネチャーとなる「ポップオーバー」、スペシャリティ「ステーキ」、フレッシュシーフードやサイドディ ッシュ、土地々の季節の食材で作るブラックボードメニューが有名。

## BLT STEAK ROPPONGI
住所：東京都港区六本木一丁目6-1泉ガーデン5F
施設構成：127坪 419m2 128席（1階ダイニング、バー、テラス、中二階ダイニング）